# Schlesische Buchdruckerei
Die Schlesische Buchdruckerei, Kunst- und Verlags-Anstalt, vormals S. Schottlaender war ein Verlag in Breslau von 1876 bis 1919.

## Geschichte
1873 wurde die Tageszeitung Schlesische Presse in Breslau gegründet.
1876 übernahm Salo Schottlaender den Zeitungsverlag und gründete dazu eine Verlagsbuchhandlung. 1878 wurde eine Buchdruckerei ergänzt. Seit 1884 gab es kurzzeitig eine Zweigniederlassung in Berlin.
1889 wurde die Verlagsbuchhandlung in die Aktiengesellschaft Schlesische Buchdruckerei, Kunst- und Verlags-Anstalt vormals S. Schottlaender mit den Direktoren Paul Schelosky und Gebhard Wagner umgewandelt. 1893 übernahm Schottlaender selbst die Leitung. Um 1894 gab es ein Stammkapital von 1,5 Millionen RM bei 1.500 Aktien. Zu dieser Zeit arbeiteten dort über 200 Personen.
1906 wurde in Berlin dazu S. Schottlaenders Schlesische Verlags-Anstalt gegründet. Diese übernahm zwar einige Verlagslizenzen aus Breslau, bestand aber ansonsten als eigenständiges Unternehmen bis 1935. In Breslau wurde die Verlagstätigkeit der Schlesischen Buchdruckerei, Kunst- und Verlags-Anstalt bis 1918 fortgesetzt. 1920 starb der Verlagsgründer Salo Schottlaender.

## Publikationen
Die Schlesische Buchdruckerei, Kunst- und Verlags-Anstalt  gab ein breites Spektrum von Publikationen aus Belletristik, Kunst- und Kulturgeschichte, Medizin, jüdischer Kultur und weiteren Gebieten heraus. Dazu kamen Zeitschriften und Periodika, wie Nord und Süd, Deutsche Bücherei und das Karl-May-Jahrbuch (um 1918).
Um 1900 gehörte der Verlag zu den auflagenstärksten im Deutschen Reich.
Zu den bekanntesten Autoren gehörten Theodor Fontane (L'Adultera), Karl Emil Franzos, Karl Gutzkow und Paul Lindau.